# Akadisk kungsfisk
Akadisk kungsfisk (Sebastes fasciatus) är en fiskart som beskrevs av Storer, 1854. Akadisk kungsfisk ingår i släktet Sebastes och familjen kungsfiskar. IUCN kategoriserar arten globalt som starkt hotad. Inga underarter finns listade i Catalogue of Life.

## Bildgalleri

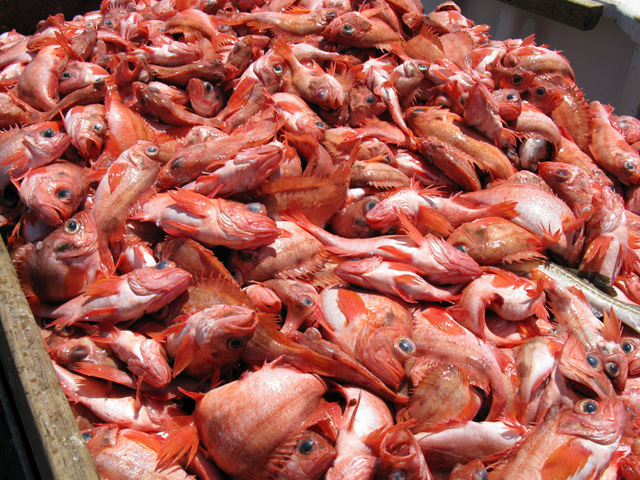